# Lincoln Kilpatrick

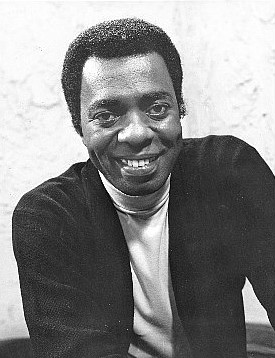
Lincoln Kilpatrick (1968)

Lincoln Kilpatrick (* 12. Februar 1931 in St. Louis, Missouri; † 18. Mai 2004 in Los Angeles, Kalifornien) war ein US-amerikanischer Schauspieler.

## Leben
Nach seinem Bachelorabschluss in Englisch an der Lincoln University und seiner absolvierten zweijährigen Dienstzeit in der United States Army in Alaska, wurde er von Billie Holiday, die im Nachtclub seiner Mutter sang, ermutigt sein Glück als Schauspieler zu suchen. Er zog nach New York City und studierte Schauspiel an der American Theatre Wing. Bereits 1960 konnte mit dem Broadway-Stück A Raisin in the Sun, einem Drama von Lorraine Hansberry, sein Debüt als Schauspieler geben. Nach einigen Fernseh- und Filmrollen in den 1960er Jahren zog er 1971 nach Los Angeles, wo er gemeinsam mit Edmund J. Cambridge die Kilpatrick-Cambridge Theatre Arts School gründete.
Es folgten Rollen in Filmen wie Der Omega-Mann, …Jahr 2022… die überleben wollen und Fortress – Die Festung sowie Serien wie Der Sechs-Millionen-Dollar-Mann, Kojak – Einsatz in Manhattan und Emergency Room – Die Notaufnahme, wobei Kilpatrick in den beiden Serien Matt Houston und Frank’s Place jeweils mindestens eine Staffel lang eine Figur verkörperte.
Lincoln Kilpatrick verstarb am 18. Mai 2004 an den Folgen seiner Lungenkrebs-Erkrankung im Cedars-Sinai Medical Center in Los Angeles. Bis zu seinem Tod war er mit der Sängerin Helena Ferguson verheiratet, die er 1957 ehelichte. Sie hatten fünf gemeinsame Kinder, drei Enkel und zwei Urenkel.

## Filmografie (Auswahl)

### Film
- 1968: Der schnellste Weg zum Jenseits (A Lovely Way to Die)
- 1968: Hochzeitsnacht vor Zeugen (What's So Bad About Feeling Good?)
- 1969: Es führt kein Weg zurück (The Lost Man)
- 1968: Nur noch 72 Stunden (Madigan)
- 1971: Brother John... Der Mann aus dem Nichts (Brother John)
- 1971: Der Omega-Mann (The Omega Man)
- 1973: …Jahr 2022… die überleben wollen (Soylent Green)
- 1974: Samstagnacht im Viertel der Schwarzen (Uptown Saturday Night)
- 1975: Der Rächer von Kalifornien (The Master Gunfighter)
- 1983: Todesschwadron (Deadly Force)
- 1987: California Cops (Hollywood Cop)
- 1988: Prison – Rückkehr aus der Hölle (Prison)
- 1993: Fortress – Die Festung (Fortress)
- 1995: Die Rückkehr der Piranhas (Piranha)

### Serie
- 1974: Der Sechs-Millionen-Dollar-Mann (The Six Million Dollar Man, eine Folge)
- 1978: Kojak – Einsatz in Manhattan (Kojak, eine Folge)
- 1983–1985: Matt Houston (44 Folgen)
- 1987–1988: Frank’s Place (22 Folgen)
- 1993: Doogie Howser, M.D. (eine Folge)
- 1996: Ein Strauß Töchter (Sisters, eine Folge)
- 2000: Emergency Room – Die Notaufnahme (ER, eine Folge)